# Gérard Mulumba Kalemba
Gérard Mulumba Kalemba, né le 8 juillet 1937 à Kananga et mort le 15 avril 2020 à Kinshasa, est un prélat catholique congolais, évêque de Mweka de 1989 à 2017.

## Biographie
Ordonné prêtre en le 20 août 1967, Gérard Mulumba Kalemba est ordonné évêque de Mweka le 9 juillet 1989 par Joseph Ngogi Nkongolo, évêque de  Mbuji mayi. Il conserve cette fonction jusqu'à sa retraite en 2017. Il meurt de la Covid-19.
Il est le frère d'Étienne Tshisekedi et l'oncle de Félix Tshisekedi, président de la république démocratique du Congo depuis 2019.